# Monellia
Monellia  (лат.) — род тлей из подсемейства Calaphidinae (Panaphidini). Северная Америка.

## Описание
Мелкие насекомые, длина около 2 мм.
Ассоциированы с растениями Carya. Близок к тлям рода Monelliopsis, Eucallipterus и Tiliaphis. Диплоидный набор хромосом 2n=18..
- Monellia caryella (Fitch 1855)
  - = Aphis caryella Fitch
- Monellia hispida Quednau, 1971[3]
- Monellia maculella (Fitch, 1855)
- Monellia medina Bissell, 1978[4]
- Monellia microsetosa Richards, 1960[5]